# ديك لا رينو
ديك لا رينو (بالإنجليزية: Dick La Reno)‏ هو ممثل أمريكي، ولد في 31 أكتوبر 1863 في جمهورية أيرلندا، وتوفي في 26 يوليو 1945 في الولايات المتحدة.

## وصلات خارجية
- ديك لا رينو على موقع IMDb (الإنجليزية)
- ديك لا رينو على موقع أول موفي (الإنجليزية)
- ديك لا رينو على موقع قاعدة بيانات الأفلام السويدية (السويدية)
- ديك لا رينو على موقع قاعدة بيانات الفيلم (الإنجليزية)
- ديك لا رينو على موقع كينوبويسك (الروسية)